# 伊塔吉米林
伊塔吉米林是巴西巴伊亚州的一个市镇。总面积817.306平方公里，总人口7007人，人口密度8.6人/平方公里。